# Ballykelly Airport
Ballykelly Airport var en flygplats i Storbritannien. Den fanns i distriktet Causeway Coast and Glens och riksdelen Nordirland, i den västra delen av landet. Landningsbanan blev en väg.
Terrängen runt Ballykelly Airport är platt österut, men söderut är den kuperad. Havet är nära Ballykelly Airport åt nordväst. Trakten runt Ballykelly Airport består i huvudsak av gräsmarker.